# Малаика
Мала́ика (араб. ملائكة‎, в ед. ч. маляк ملاك‎ или малак مَلَكْ‎ от др.-сев.-западн.-семит. *malʾāk — «посланник», «вестник», ср. угар. mlʾk‎ — «посланник») — в исламе, разумное существо, обычно невидимое человеком, беспрекословно выполняющее все приказы Аллаха. В персидской традиции известны как фариштаха (ферештеха) (перс. فرشته‌ها‎) или фариштеган (فرشتگان), в ед. ч. фаришта (фереште) (فرشته) в значении «ангел», от пехл. frēstag — «апостол», «ангел». То же, что и ангелы в других авраамических религиях. Ангелы упоминаются более чем в восьмидесяти аятах Корана. Вера в ангелов является неотъемлемой частью веры мусульманина.

## Природа ангелов
По исламским представлениям ангелы сотворены из стихии света, бесполые, невероятно сильны и могут менять облик. Ангелы безгрешны, так как, в отличие от людей и джиннов, не наделены соблазном (нафс) и способностью делать выбор (то есть не имеют свободы воли), а соответственно не будут судимы в Судный день. Вместе с тем, ангелы наделены разумом, и значит они должны служить Аллаху, в чём собственно и заключается смысл их существования. Все множества ангелов никогда не восстанут против божьих заповедей; они подчиняются Аллаху всецело и хвалят его постоянно. Исполняя волю Аллаха, они могут находиться как на небесах, так и на Земле.
Аллах отвечает на молитвы верующих, посылая ангелов им на помощь. Люди лишены способности видеть ангелов, за исключением тех случаев, когда они являлись к пророкам и когда это было необходимо.

## Группы ангелов
- мукаррабун (иначе мукаррабин, макрибун, араб. الْمُقَرَّبُونَ‎ — «приближённые») — высшие ангелы, пребывающие в горных сферах, «те, кто занимают высокие места», «находящиеся на возвышенности» (на небесах) (иллийун араб. علىىن‎, иллиййун عليون‎, с огласовкой عِلِّيِّينَ‎ — «возвышенное»)[9] и непрерывно служащие Аллаху[10]. Они также заняты выказыванием любви к Господу. Среди них по имени известны четверо:

1. Джибриль (араб. جِبْرِيل‎ или Джабраил, Джибраил جبرائيل‎ в Каирском Коране[11])[12], также называемый аль-рух аль-куддус[13] (араб. الروح القدس‎ — «святой дух»), ар-pyx аль-амин[14] (الروح الأمين‎ — «верный дух») или просто ар-рух[15] (الروح‎ — «Дух») — на него возложена функция передачи Священного Откровения от Аллаха пророкам. В иудаизме и христианстве аналогами выступают Гавриил (др.-евр. גבריאל‬, греч. Γαβριήλ, лат. Gabriel) и Святой Дух (др.-евр. רוח הקודש‬ — руа́х ха-коде́ш, греч. πνεῦμα τὸ ἅγιον — пне́вма то хагион, лат. spīritus sānctus — спи́ритус са́нктус).
2. Микаил (араб. مِيكَائِيل‎ или Михаиль ميخائيل‎, Микал ميكال‎)[12] — раздаёт творениям Аллаха пропитание (средства к существованию), управляет дождём, облаками и ответственен за растения[16], также известен как ангел милосердия. В иудаизме и христианстве аналогом выступает Михаил (др.-евр. מיכאל‬, греч. Μιχαήλ, лат. Michael).
3. Маляк аль-маут (араб. ملك الموت‎ — букв. «вестник смерти») — ангел смерти[17], лишающий жизни живых существ, и который в конце мира заберёт жизнь у всего живого и у самого себя[18]. Этого ангела часто называют Азраил (араб. عزرایل‎) или ‘Изра’ил (араб. عزرائيل‎), среди персов известен под именем Мордад (перс. مرداد‎); один из эпитетов — Абу-Джария (араб. أبو جارية‎ — «отец милости [то есть смертного покоя], постоянства»). В иудаизме — мала́х ха-мавэ́т (др.-евр. מלאך המות‬), Азриэль (др.-евр. עזריאל‬), Азраэль (др.-евр. עזראל‬), Самаэль (др.-евр. סמאל‬, греч. Σαμμανή, Σεμιέλ), или Сариэль (др.-евр. שריאל‬, арам. זהריאל, греч. ‘Ατριήλ, лат. Saryel, Suriel); в христианстве — Эсраил.
4. Исрафил (араб. إسرافيل‎, иначе Рафаил رافائيل‎) — ему поручено дуть в рог в Судный день. В иудаизме и христианстве вероятно ту же роль исполняет какой-то из трех ангелов: Рафаил (др.-евр. רפאל‬, греч. Ραφαήλ, лат. Raphael) или Уриил (др.-евр. אוריאל‬, греч. Ουριήλ, лат. Uriel), или Сарафиил (др.-евр. שרףיאל‬ или Серафиил שרפיאל‬, греч. Σεραφιήλ)[источник не указан 2285 дней].

Помимо высших ангелов, в Коране, сунне, тафсире и иной богословской литературе описываются и другие группы ангелы, без называния их имён (за редким исключением):
- ангелы вокруг Трона Аллаха:
  - хамаля аль-арш[англ.] (араб. حملة العرش‎ — «те, кто несут Трон, престолоносцы») — четыре ангела, несущие Трон Аллаха[7]. В Судный день Аллах увеличит их число до восьми[19]. Комментатор Абдуллах аль-Байдави отмечает, что эти восемь ангелов «настолько высоки, что их ноги стоят на самом низу земли, а их головы достигают самых высоких небес, Вселенная не достигает до их пупков, и нужно потратить семь сотен лет, дабы добраться от ушей до плеч!»[20][21]. Четырёх ангелов, несущих Трон в настоящий момент, по именам называет теоретик суфизма Ибн Араби в сочинении «Путы для готовящегося вскочить», это ангел в образе Исрафила, ангел в образе Джибриля, третий в образе Микаила и четвёртый в образе Ридвана[22], Ибн Араби также указывает, что пятый ангел будет в образе Малика, шестой в образе Адама, седьмой в образе Ибрахима, а восьмой в образе Мухаммеда. Между тем, как замечает Ибн Араби, образы этих ангелов — это образы их положений, а не их сущностей как таковых[22];
  - карубин (араб. كروبين‎ от др.-евр. כְּרֻבִים‬ — крувим) — ангелы, окружающие Трон «те, кто рядом»[7][23]. Этот еврейский термин Абдуллах аль-Байдави использует для ангелов, упомянутых в суре Гафир 40:7. Как сообщал Аль-Байдави, «карубин» — это наивысший ангельский ранг и первые из сотворённых[24]. Суфийский учёный Камалуддин Хусейн ибн Али аль-Ваиз аль-Кашифи (1436/1437—1504/1505) сообщал, что существует 70000 рядов этих ангелов вокруг Трона (см. Мафвахиб-и Алия=Тафсир-и Хусаини).[25]
- хафаза[нем.] (араб. حفظ‎ — «хранители, защитники, сохраняющие до суда») или хафизун (араб. حافظون‎)— стражи, ангелы-хранители[26]:
  - муаккибат[англ.] (араб. معقبات‎ — «те, кто следуют друг за другом») или аль-хафата (араб. الحفظة‎ — «хранители») — ангелы, которые всюду следуют за человеком и защищают его по воле Всевышнего или же отступают, когда Аллах посылает ему испытания по Своей мудрости[27]. В книге по исламскому экзорцизму (дават араб.  دعوة‎ — «призывание», «вызывание», «приглашение») и магии суфийского шейха Абу-ль-Муайяда из Гуджарата, озаглавленной «Джавахир-уль-Хамшах» (1549 год), приводятся несколько имен ангелов-хранителей: Исрафил, Джибраил, Калькаил[англ.], Дардаил, Дурбаил, Рафтмаил, Шаркаил, Танкафил, Исмаил, Саракикаил, Кхарураил, Татаил, Руйяил, Хулаил, Хамвакил, Лулаил, Сархамаил, Аджмаил, Итраил, Амвакил, Амраил, Азраил, Микаил, Махкаил, Хартаил, Атаил, Нураил, Нукхаил[28].
  - киряман кятибин[англ.] (араб. كراماً كاتبين‎ — «почтенные писцы») или Атид (араб. عتيد‎ — «готовый») и Ракиб (араб. رقيب‎ — «надсмотрщик») — ангелы-приёмщики, писцы, находящиеся по правое и левое плечо от человека и записывающие каждое его деяние и слово. На основании этих фактических материалов Аллах будет выносить человеку тот или иной приговор в Судный день[29][30][31]. Вопреки мнению некоторых богословов, Ракиб и Атид — это не имена, а описание-эпитет ангелов, фиксирующих все дела человека[32].
- мудаббират (араб. مُدَبِّرَات‎ — «те, кто разбираются с делами») — ангелы, исполняющие повеления Аллаха и следящие за соблюдением Вселенских законов и за постоянством миропорядка[33].
- муккосимат (араб. مُقَسِّمَات‎ — «те, кто распределяет») — ангелы, распределяющие указания Аллаха[34].
- ангелы, управляющие природными явлениями и силами, помощники Микаила[16] среди них:
  - заажират (араб. زَّاجِرَات‎ — «те, кто прогоняют») — ангелы, сгоняющие облака и управляющие другими природными стихиями[35];
  - маляк аль-раат (араб. ملك الرعد‎ — «ангел грома») — один из помощников Микаила, отвечающий за облака, имеет огненные орудия, которыми гонит облака[36][37][38][39][40][41][42];
  - маляк аль-джибаль (араб. ملك الجبال‎ — «ангел гор») — ангел-хранитель гор[43], известен под именем Джабил (араб. جبيل‎)[44] (или Джабиил), и упоминается Мухаммадом Бакиром Маджлиси в «Хайат аль-кулуб» (XVII век)[45];
  - ангел, надзирающий над живыми (растения и животные) и неживыми (камни, почва и т. п.) «нижними» творениями, известен как Раббан-Нау (араб. رب النوع‎ — «господин видов»), и упоминается Мухаммадом Гийасом аль-Дином ибн Джал аль-Дин ибн Шараф аль-Дин Рампури в его толковом персидском словаре «Гийяс аль-Лугат» (XIX век)[46];
  - ангел, водящий солнце и т. п.
- ангелы семи небес. Ибн Аббас упоминает следующие формы и имена ангелов, ответственных за каждое небо[47]:

1. сфера Луны, форма — коровы, ангел — Исмаил;
2. сфера Меркурия, форма — орлы, ангел — Микаил (или Шамаил[48]);
3. сфера Венеры, форма — стервятники, ангел — Сайдаяил (или Сайид[48]);
4. сфера Солнца, форма — лошади, ангел — Салсаил (или Салсафил[48]);
5. сфера Марса, форма — гурии, ангел — Калькаил;
6. сфера Юпитера, форма — небесные юноши (гулямы) или человекоголовые птицы[48], ангел — Самкхаил;
7. сфера Сатурна, форма — люди, ангел — Руфаил (или Бармаил[48]).

- малаикат аль-архам (араб. ملائكة الأرحام‎ — «ангелы утробы» от мн. ч. أرحام‎ — «утроба», «чрево») — ангелы, наблюдающие за утробами матерей и записывающие ещё в утробе пол ребёнка, его удел, срок, судьбу. Как в случае с Ракибом и Атидом, Архам — не имя, а описание ангелов.
- малаикат аль-маут (араб. ملائكة الموت‎ — букв. «вестники смерти») — ангелы-помощники Азраила, приходящие в мир в час, когда Азраил лишает жизни живых существ. Извлекают души из тел умерших[49]:
  - назиат (араб. نازعات‎ — «вырывающие») или малаикат аль-азаб (ملائكة العذاب‎ — «ангелы наказания, обреченности») — ангелы, ответственные за сбор душ неверующих в момент их смерти. Жестоки и грубы, с силой вырывают души неверующих из тел[50][51], с чёрными лицами, завернутые в грубые могильные ткани из преисподней, и пахнет от них падалью[52][53][54][55][56][57];
  - нашитат (араб. نَّاشِطَات‎ — «извлекающие») или малаикат аль-рахмат (ملائكة الرحمة‎ — «ангелы сострадания») — ангелы, отвечающие на покаянные молитвы и забирающие души верующих во время прихода смерти. При заборе душ аккуратно извлекают души верующих из тел[58]; имеют белое сияющее словно солнце лицо, завернуты в ткани из небесного шелка, и источают благоухание[59][60][61][62].
  - сабихат (араб. سَّابِحَات‎ — «плывущие»)[63];
  - сабикат (араб. سَّابِقَات‎ — «опережающие»)[64].
- хазана-и Джаннат ва Джаханнам — ангелы-стражи рая и ада[65].
  - аз-Забания (араб. الزبانية‎, возможно[66] «стражи»[67]) — 19 ангелов-истопников, «грубые и сильные», наказывающие грешников в аду и поддерживающие адское пламя[68][69]. Возглавляет их ангел Малик (иначе Маалик араб. مالك‎)[70] — ангел, охраняющий ад; вероятно является одним и тем же что и ханаанский Молох (др.-евр. מלך‬ от מולך‬, греч. Μολοχ, лат. Moloch)[71];
  - хазанат-уль-джанна (араб. خازنات ال جنة‎) — стражи рая, возглавляемые известным из ранних хадисов Ридваном (араб. رضوان‎), другое его имя Исмаил[72] (араб. إسماعيل‎).
- джундалла (араб. جند الله‎ — «солдаты Аллаха») — ангелы-воины, которые даются Аллахом в помощь человеческим войскам, как Благословение и Довольство Аллаха этими людьми[8][73][74][75][76][77].
- саффат (араб. صافات‎ — «стоящие в ряд») — ангелы, выстраивающиеся в ряды для исправного служения Всевышнему[78].
- таилят (араб. زَّاجِرَات‎ — «те, кто читает») — ангелы, читающие напоминание (перечитывающие слова, наставления Аллаха)[79], среди них известен Ридван[80].
- сайяхуны (sayyāḥūn — «странники, путешественники») — ангелы, странствующие по дорогам в поисках групп молящихся и кающихся людей, поминающих Аллаха (Зикр)[47], и исполняющие их просьбы каждую ночь в месяц Рамадан. Они же передают приветствия всех мусульман Пророку Мухаммеду. Возглавляет их Дардаил (араб. دردائيل‎), двукрылый ангел, одно крыло которого рубиново красное простирается до запада, а второе изумрудно зелёное, усыпанное жемчугом и рубинами — до востока, головой он подпирает Трон Аллаха, а ноги погружены глубоко в землю.
- ангелы, оценивающие поступки умерших, известны под именами Мункар и Накир (араб. نكير‎) и (араб. منكر‎), внешний вид их описывается, как «вызывающий ужас», а задача их — подробно допросить покойных ещё в их могилах, дабы выделить неверных и правоверных, совершивших большие проступки при жизни. Тем не менее, исламские предания называют ещё два имени ангелов этой категории Мубашир (араб. مبشر‎) и Башир (араб. بشير‎), которые опрашивают только не грешивших правоверных[81][82], или приходят в могилу после допроса, осуществленного Мункаром и Накиром, чтобы поздравить ответивших успешно[83].[84] Ряд богословов, например Али аль-Кари, сообщают, что ангелов все же двое и к грешникам они приходят в виде Мункара и Накира дабы мучить их, а к праведникам в виде Мубашира и Башира для благословения.
- аль-укуль уль-ашара (араб. العشرة العقول‎ букв. «десять разумов») — согласно суфийским представлениям (см. «Гийяс аль-Лугат» (XIX век) и ему подобные трактаты), десять ангелов, которые были созданы Господом в следующем порядке: во-первых, Аллах создал первого ангела, который затем создал первое небо и второго ангела, этот второй ангел затем создал второе небо и третьего ангела, и так далее, пока не были созданы девять небес и десять ангелов. Затем десятый ангел, по приказу Бога, создал весь мир.[85]

## Другие ангелы
- Харут и Марут (араб. هاروت وماروت‎) — два ангела, находившиеся в Вавилоне в период жизни пророка Сулеймана и обучавшие иудеев колдовству. Харут и Марут предостерегали иудеев от последствий употребления колдовства. Упоминаются в 102 аяте Корана.